# Bataille de Fehrbellin
Guerre de Hollande 
Guerre de Scanie
Batailles
- Groenlo (06-1672)
- Solebay (06-1672)
- Coevorden (06-1672)
- Nimègue(07-1672)
- Groningue (07-1672)
- Saint-Lothain (02-1673)
- Schooneveld (1re) (06-1673)
- Maastricht (06-1673)
- Schooneveld (2de) (06-1673)
- Texel (08-1673)
- Bonn (11-1673)
- Arcey (01-1674)
- Pesmes (02-1674)
- Gray (02-1674)
- Scey-sur-Saône (03-1674)
- Chariez (03-1674)
- Vesoul (03-1674)
- Arbois (03-1674)
- Orgelet (03-1674)
- Besançon (04-1674)
- Dole (05-1674)
- Sinsheim (06-1674)
- Salins (06-1674)
- Belle-Île (06-1674)
- Lure (07-1674)
- Faucogney (07-1674)
- Sainte-Anne (07-1674)
- Fort-Royal (07-1674)
- Seneffe (08-1674)
- Entzheim (10-1674)
- Mulhouse (12-1674)
- Turckheim (01-1675)
- Stromboli (02-1675)
- Fehrbellin (06-1675)
- Salzbach
- Consarbrück
- Alicudi
- Agosta
- Palerme
- Maastricht
- Philippsburg
- Valenciennes
- Cambrai
- Saint-Omer
- Tobago
- La Peene (Cassel)
- Ypres
- Rheinfelden (07-1678)
- Saint-Denis

- Fehrbellin
- Jasmund
- Öland
- Halmstad
- Lund
- Fehmarn
- Malmö
- Køge
- Landskrona
- Marstrand
- Uddevalla
- Warksow
- Stralsund

La bataille de Fehrbellin est un des principaux combats de la guerre de Scanie, prolongement nord-européen de la guerre de Hollande ; elle s'est déroulée le 28 juin 1675 entre la Suède et le Brandebourg. Les Suédois, sous les ordres de Waldemar von Wrangel (beau-frère de Carl Gustaf Wrangel), sont repoussés par les forces du feld-maréchal Georg von Derfflinger près de la ville de Fehrbellin.

## Situation
La Suède et le Brandebourg ont souvent été alliés dans des guerres antérieures contre la Pologne. Toutefois, quand l'électeur Frédéric-Guillaume se joint à l'alliance contre Louis XIV, les Français persuadent les Suédois (qui sont de plus en plus isolés) d'attaquer le Brandebourg pendant que son armée est au loin. Quand Frédéric-Guillaume apprend l’attaque et l’occupation d’une partie de ses terres, il retire son armée de la coalition et lui fait faire une marche de 250 kilomètres en deux semaines. Il réussit cet exploit en abandonnant son convoi de ravitaillement, achetant des marchandises aux populations locales mais interdisant à ses troupes de piller.
Une fois de retour au Brandebourg, Frédéric-Guillaume, réalise immédiatement que l'armée suédoise est dispersée et donne l'ordre au feld-maréchal Georg von Derfflinger de prendre la ville centrale de Rathenow afin de couper les forces suédoises en deux. Il soudoie un fonctionnaire local pour qu'il organise un grand banquet en l’honneur des officiers suédois, afin d'enivrer ces derniers avant l'assaut. Derfflinger se fait passer pour un officier suédois et convainc les gardes de lui ouvrir les portes de Rathenow en se prétendant poursuivi par une patrouille brandebourgeoise. Une fois les portes ouvertes, il mène personnellement une charge de 1 000 dragons et le reste de l'armée s’engouffre à sa suite.

## La bataille
Les Suédois expulsés de Rathenow, leurs lignes sont désormais vulnérables. Waldemar von Wrangel, commandant de l'armée suédoise, harcelé par des raids d'unités brandebourgeoises se trouve bloqué dans la ville de Fehrbellin à cause d'un pont qui a été détruit. Des marais infranchissables des deux côtés ne lui laissent d'autre choix que de livrer bataille pendant que ses ingénieurs réparent le pont.
L'armée brandebourgeoise compte 5 600 cavaliers et 13 canons alors que son homologue suédoise comprend 7 000 fantassins, 4 000 cavaliers et 28 canons. En plaçant leurs canons sur des petites collines, Frédéric-Guillaume et Derfflinger gagnent un avantage tactique décisif. Le 28 juin, aux alentours de midi, les canons ouvrent le feu et causent de lourds dommages à l'aile droite suédoise. Les Suédois tentent plusieurs fois de prendre le contrôle des collines mais sont repoussés à chaque fois. Frédéric-Guillaume lance une attaque générale sur l'aile droite ennemie, qui cause la déroute de la cavalerie suédoise et expose leur infanterie à une attaque de flanc. La cavalerie brandebourgeoise, commandée par Frédéric de Hesse-Hombourg, charge alors l'infanterie suédoise, mais le mauvais temps et le retard pris par l'infanterie brandebourgeoise l'obligent à battre en retraite. Un peu plus tard dans la matinée, un boulet suédois manque de peu Frédéric-Guillaume et blesse mortellement un de ses officiers. Les Suédois se replient en position défensive dans la ville et tiennent assez longtemps pour que le pont soit réparé, permettant à Wrangel de faire traverser son armée avant la nuit tombée. Les pertes sont à peu près équivalentes des deux côtés mais, au cours de la retraite suédoise qui s'ensuit, les désertions, les raids brandebourgeois et la famine réduisent l'armée suédoise à une fraction de ce qu'elle était. 

Plan de la bataille.

## Conséquences
Bien que militairement d'une importance mineure, cette bataille a un énorme impact psychologique car l'armée suédoise, considérée comme imbattable depuis la guerre de Trente Ans, a été vaincue. Frédéric-Guillaume est désormais connu comme le Grand Électeur, et l'armée que lui et Derfflinger ont mené à la victoire va former le noyau de la future armée prussienne. 
Le 28 juin est une date qui a été célébrée en Allemagne jusqu’en 1914 jusqu’à ce que, ce même jour, l'archiduc François-Ferdinand d'Autriche soit assassiné, cet événement déclenchant la Première Guerre mondiale.

## Dans la fiction
La pièce Le Prince de Hombourg de Heinrich von Kleist est sous-titrée Die Schlacht bei Fehrbellin (La Bataille de Fehrbellin) et montre une version très romancée de cet épisode historique.